# BRD Bucarest Open
Il BRD Bucarest Open è un torneo femminile di tennis che si gioca a Bucarest in Romania. Fa parte della categoria International ed è giocato sulla terra rossa. L'edizione del 2020 non viene disputata a causa della pandemia di COVID-19.

## Albo d'oro

### Singolare
| Anno | Campionessa                           | Finalista                             | Punteggio                             |
| ---- | ------------------------------------- | ------------------------------------- | ------------------------------------- |
| 2020 | Annullato per pandemia di Coronavirus | Annullato per pandemia di Coronavirus | Annullato per pandemia di Coronavirus |
| 2019 | Elena Rybakina                        | Patricia Maria Tig                    | 6–2, 6–0                              |
| 2018 | Anastasija Sevastova                  | Petra Martić                          | 7–6(4), 6–2                           |
| 2017 | Irina-Camelia Begu                    | Julia Görges                          | 6–3, 7–5                              |
| 2016 | Simona Halep (2)                      | Anastasija Sevastova                  | 6–0, 6–0                              |
| 2015 | Anna Karolína Schmiedlová             | Sara Errani                           | 7–6(3), 6–3                           |
| 2014 | Simona Halep (1)                      | Roberta Vinci                         | 6–1, 6–3                              |

### Doppio
| Anno | Campionesse                           | Finaliste                              | Punteggio                             |
| ---- | ------------------------------------- | -------------------------------------- | ------------------------------------- |
| 2020 | Annullato per pandemia di Coronavirus | Annullato per pandemia di Coronavirus  | Annullato per pandemia di Coronavirus |
| 2019 | Viktória Kužmová Kristýna Plíšková    | Jaqueline Cristian Elena-Gabriela Ruse | 6–4, 7–6(3)                           |
| 2018 | Irina-Camelia Begu (2) Andreea Mitu   | Danka Kovinić Maryna Zanevs'ka         | 6–3, 6–4                              |
| 2017 | Irina-Camelia Begu (1) Raluca Olaru   | Elise Mertens Demi Schuurs             | 6–3, 6–3                              |
| 2016 | Jessica Moore Varatchaya Wongteanchai | Alexandra Cadanțu Katarzyna Piter      | 6–3, 7–6(5)                           |
| 2015 | Oksana Kalašnikova Demi Schuurs       | Andreea Mitu Patricia Maria Țig        | 6–2, 6–2                              |
| 2014 | Elena Bogdan Alexandra Cadanțu        | Çağla Büyükakçay Karin Knapp           | 6–4, 3–6, [10–5]                      |